# Trygonoptera
Trygonoptera é um género de peixe da família Urolophidae.
Este género contém as seguintes espécies:
- Trygonoptera mucosa
- Trygonoptera ovalis
- Trygonoptera personata
- Trygonoptera galba
- Trygonoptera imitata
- Trygonoptera testacea